# キラキラハッピー★ ひらけ!ここたま
『キラキラハッピー★ ひらけ!ここたま』は、バンダイによる女児向けのハウスドール玩具を題材にした「ここたまシリーズ」の第2作目であり、2018年（平成30年）9月6日から2019年（令和元年）9月26日までテレビ東京系列（TXN）にて放送されていたテレビアニメでもある。

## 概要
前作『かみさまみならい ヒミツのここたま』に続く、女児向けのハウスドール玩具「ここたまシリーズ」の第2弾である。2018年6月7日に開催された東京おもちゃショー2018で先行発表された。
本作終了を以て、『かみさまみならい ヒミツのここたま』より4年間続いたここたまシリーズの地上波での放送は終了となり、Webアニメ『モノのかみさま ここたま』に移行した。

## あらすじ
物を大切にしている小学校5年生の少女・星ノ川はるかは、桜リボンから生まれた「ここたま」と呼ばれる物の神様と出会った。かみさま見習いここたまの一人「リボン」に触れた時、そこに「フシギなカギ」が現れた。はるかは、昔から伝わっているここたま達の契約者となり、桜町の人々を笑顔にするために奮闘することになる。

## 登場キャラクター

### メインキャラクター

#### ここたま契約者
星ノ川 はるか（ほしのがわ はるか）
声 - 高橋未奈美
本作の主人公で人間側の主人公。桜第一小学校5年生で、7月7日生まれ。「桜町まもり隊」として町の人たちを笑顔にする活動をしている。
物を大切にする心の持ち主で、願いが叶う桜からその心を認められ伝説のここたま契約者に選ばれる。そしてここたまのリボンの誕生を目撃したことで、正式に伝説のここたま契約者になった。
工作が得意で、おでかけコンパクトを自作するほど。その一方で、運動も得意だが勉強は苦手である。

#### レギュラーのここたま達
ここたまタウンの住人の中でも、特に出番の多さが目立つここたま達。

##### はるか組のここたま達
当初はリボン・ピロー・ちゃこ・ルビー・マルメ・パントニオ・おジョウの7人であったが、後にらんにん・アメリ・ニッキーの3人が追加された。
リボン
性別 - ♀
声 - 水瀬いのり
本作の準主人公でここたま側の主人公。はるかの桜リボンから生まれた「リボンのかみさま」。
本名は「ニコニコの桜リボンのみこと」。単独での魔法の言葉は「リボンでスマイル にっこにこー!」。たまごパンツのマークはハート型のサクランボ。瞳の色は明るい紫色とフクシャパープル。
明るくて一生懸命な性格である。耳が非常に良いため、かなりの遠くでも聞こえたり、桜の声を直接聞いたり、かくれんぼで他人を見つけたりすることができる。
自分のたまごがフシギなカギに変化して隠れることが出来なくなったため、外に出る時は『おでかけコンパクト』に入って姿を隠す。
ピロー
性別 - ♂
声 - 伊瀬茉莉也
はるかの枕から生まれた「まくらのかみさま」。
本名は「グーグーグーのスヤスヤピーのみこと」。単独での魔法の言葉は「グースカ ピースカ ピロピーロ!」。たまごパンツのマークは三日月。瞳の色はこげ茶色と赤茶色。
のんびり屋で、しばしば寝ることがあるが、一度だけ1週間も寝てしまったために眠れなくなったことがある。寝ている間は予知夢を見ることもある。
ちゃこ
性別 - ♀
声 - 岩井映美里
はるかのコップから生まれた「コップのかみさま」。
本名は「ちゃちゃちゃごくっといただきますのみこと」。単独での魔法の言葉は「ほっとひといき ちゃちゃちゃのちゃ!」。たまごパンツのマークは大小二つのお花。瞳の色は若草色と緑色と黄緑。
丁寧語で喋り、会話中の「ナ」を「ニャ」と話す。食いしん坊で、良く紅茶を飲んでいる。慌てん坊で恥ずかしがり屋で心配性な性格であるが、食べたいものを捕られると怒ってちゃこ拳法を使い暴れ出す。
第13話より、ここたまレストランのウェイトレスとなってパントニオの手伝いをするようになったが、我慢できずつまみ食いをすることも多かった。
ルビー
性別 - ♀
声 - 嶋村侑
みどりの指輪から生まれた「ゆびわのかみさま」。
本名は「キュキュッとぴかぴかリングのみこと」。単独での魔法の言葉は「キュキュッと ぴかっと ビューティフル!」。たまごパンツのマークは六角形の宝石。瞳の色は濃い空色と薄青。
優しい性格で、綺麗好き。「ですわ」、「ますわ」などと女性語やお嬢様言葉で話す。口癖は仮定の事柄を表す際に「きっとそうですわ」と言う。ピアノが好きで、よく演奏している。じつははるかが伝説のここたま契約者になる1年前から活動していた。
汚れているところを見つけると、スカーフを付けて「輝き怪盗 ルビーカラット」に変身し、ピカピカにすることもある。
マルメ
性別 - ♂
声 - 豊崎愛生
銀造の眼鏡から生まれた「めがねのかみさま」。
本名は「ひらめききらめきまるまるメガネで解決してみせる丸のみこと」。単独での魔法の言葉は「まるまるまるっと ひらめーく!」。たまごパンツのマークは鉛筆。瞳の色は緑色と若草色。
博学で、劇中では桜町で起きた異変や住人に関する情報を「桜町研究ファイル」にまとめて把握しているため、メンバーの頭脳的存在となっている。一方で、スポーツは苦手の様である。
パントニオ
性別 - ♂
声 - 金光宣明
フライパンから生まれた「フライパンのかみさま」。
本名は「パンパンパーンとクルっとパーンのみこと」。単独での魔法の言葉は「ホントにパントニ オー! うまい!」。たまごパンツのマークはフォークとスプーンがクロス型になったようなデザイン。瞳の色は濃い青緑色と青緑色。
レストランでシェフを影から手伝っているここたま。第12話よりここたまレストランの専属シェフになった。
豪快な性格で、料理も豪快に作っているが、怒る時、笑顔で怒るので逆に怖く感じてしまう。また、ここたまタウンの建物を持ち上げてしまうほどの力持ちでもある。一方で冷静沈着な性格に変貌する際には目つきが180度かわるものの、非常に落ち込むとフライパンの尻尾が垂れ下がる。
おジョウ
性別 - ♀
声 - かかずゆみ
じょうろから生まれた「じょうろのかみさま」。
本名は「じょうろでジョーっとすくすくぱっか～んのみこと」。単独での魔法の言葉は「ジョジョジョ すくすく さくんだジョー!」。たまごパンツのマークは双葉。瞳の色はなんど色とターコイズグリーン。
方言を織り交ぜた喋り方をしていて、語尾に「だジョ」を付けている。動物の心が読める。泣き虫で感動したりするとすぐ大泣きするが、土の中に潜ると気分が落ち着く。実はおしりパンチの威力はゲッチョムを上回っている。
当初はここたまタウンを時々訪れてここたまタウンの花の世話をしていたが、第37話でティアと仲良くなり彼女と共にまもり隊の代役をしたことをきっかけにより、正式にここたまタウンに定住することになった。
らんにん
性別 - ♂
声 - 小平有希
忍者ここたま。はるかの靴から生まれた「スニーカーのかみさま」。
本名は「らんらんにんとはしるでござるのみこと」。単独での魔法の言葉は「ニンポウ! ヤッホー! シュタタタター!」。たまごパンツのマークはダッシュマーク。瞳の色は青と薄青。
忍法をよく使うが、隠れ身の術はどうしてもお尻だけ出てしまう。
リボンと同様に生まれる前からはるかとはいつも一緒だったが、実は彼女の靴の中からリボンを含めた他のここたま達を見ていたため、彼女たちのことをよく知っている。
アメリ
性別 ‐ ♀
声 - 日高里菜
はるかの傘から生まれた「かさのかみさま」。
本名は「しとしとザーザー雨降り姫のみこと」。単独での魔法の言葉は「アメノヒ ハレノヒ クルクルリン♪」。たまごパンツのマークは雨のしずく。瞳の色は深紫色と青紫色。
元は素直な性格であるが、他人の前では素直になれず、素っ気ない態度になりやすい。周囲のここたま達（特にらんにん）が雨を嫌っていたため、らんにん達に対し厳しい態度で接していたが、後にここたま活動を通じて和解している。一方で、はるかと雨の話ができたときには嬉しさのあまり泣いてしまうなど、感動しやすい一面もある。自らを「大人のレディー」と称する。
気象故に生まれる前から遊園地に行った事が無かったため、ここたま遊園地を気に入り、まもり隊をサボってまで遊園地で遊んでいたこともあるが、その様子を見ていたゲッチョムに誘われる形で遊園地で働くことになった。
ニッキー
性別 - ♀
声 - 遠藤綾
300年後の未来のここたま。歴史博物館の職員の日記帳から生まれた「日記帳のかみさま」。
本名は「日記に宿りし思いのみこと」。単独での魔法の言葉は「ニッキー メモリー ダイアリー!」。たまごパンツのマークは羽根ペン。瞳の色は紺色と薄青。
第31話以降、魔法のたまごの立体映像にて、リボン達にここたまタウンをここたまでいっぱいにするよう告げる等、様々なことを伝えていた。第41話で300年後の未来から現代へ訪れ、まもり隊を手伝うことになった。（彼女から見て）300年前の古いものに強い興味があり、特にらんにんの忍術に憧れている。

##### ここたまタウンに住むここたま達（メインキャラクター）
ドクドクターとナーチュ
二人組の医者ここたま。
二人とも同じ診療所出身だが当初はそのことを知らず、他人同士と思っていたため治療をめぐり張り合うことも多かった。第21話で二人ともここたまクリニック専属の医者となった。
二人ともロックが好きでロックで歌う時は二人とも顔などに模様が出てくる。
ドクドクター
性別 - ♂
声 - 浜添伸也
診療所の医者の聴診器から生まれた「ちょうしんきのかみさま」。
本名は「ドクドクワクワク超ロックだぜのみこと」。単独での魔法の言葉は「ドクドク刻むぜソウルにビート!」。たまごパンツのマークはハートに心電図を模した折れ線が重なったデザイン。瞳の色は青と薄青。
南のこまっくり前線を追って桜町にやって来た。ノリの良い性格でロックが好き。こまっくりを「くりまくりクリスティー」「くりまくりウェーブ」などと呼ぶように病名を独特に表現し、カルテの文字もナーチュなどには判読不能だが、ここたまクリニックの診察機械により解読できる。
ナーチュ
性別 - ♀
声 - 愛河里花子
注射器から生まれた「ちゅうしゃきのかみさま」。
本名は「チューっと元気を注入しますのみこと」。単独での魔法の言葉は「ナーチュのお仕事チュッチュッチュー!」。たまごパンツのマークはカプセル状のお薬。瞳の色は茶色と山吹色。
北のこまっくり前線を追って桜町にやって来た。冷静でクールな性格であるが、ドクドクターと同様ロックが好きである上赤ちゃんここたまのツー・ミー・キーを可愛いと思っているため、ロックで歌う時やツー・ミー・キーを見た時は性格が180度変わる。
子供好きで、前述の通りツー・ミー・キーが好きであるが、懐かれていないが、タキッシーとドレッシーが赤ちゃんここたまの「ダー」と「シー」に変装して彼女に近付いた際は、相当喜んで母親のように接していた。
ツー・ミー・キー
声 - 七瀬彩夏（3人とも兼任）
わかば保育園の積み木から生まれた「ツミキのかみさま」。3人ともまだ生まれたての赤ちゃんであるため喋れず、3人揃っての魔法の言葉も「バブブ、バブブ、バブブブブー」である。第22話よりここたまクリニックの助手となった。
3人とも意外にノリやすいタイプでその際にドクドクターやナーチュと同様に顔に模様が出てき、彼の鶏冠を模したモヒカンも現れる。
ツー
性別 - ♀
よく笑う。
たまごパンツのマークはハートの下に丸マークがあるデザイン。瞳の色は濃い空色と薄青。
ミー
性別 - ♂
泣き虫である。
たまごパンツのマークはハートの下に上下逆三角があるデザイン。瞳の色は紫色とラベンダー色。
キー
性別 - ♀
怒りっぽい。外見がツーとほとんどが瓜二つである。
たまごパンツのマークはハートの下に四角があるデザイン。瞳の色は濃いピンク色とピンク。
スコープ
性別 - ♂
声 - 菊池こころ
望遠鏡から生まれた「ぼうえんきょうのかみさま」。
本名は「星に導かれしズームで発見スコープのみこと」。単独での魔法の言葉は「ルッキンスコープ ズームイン!」。たまごパンツのマークは輪っかに星マークが描かれているようなデザイン。瞳の色は茶色と山吹色。
宇宙を旅するという夢を持っており、持ち主のおじいさんの手伝いをするため、各地を旅している。第14話Aパートで一度だけここたまキャッスルを訪れたが、一晩で旅立っていった。第30話でも、リボン達に協力した。その後第40話で正式にここたまタウンに滞在することになった。
タキッシーとドレッシー
本作における元のライバルここたま。
山本写真館に展示してあったタキシードとドレスから生まれた二人組のここたま。
単独で生まれたほとんどのここたまとは違い2人揃って魔法をつかう。2人揃っての魔法の言葉は「うっしっしーのだいへんしーん!」。
2人ともイタズラ好きでズル賢い性格である。2人とも「うっしっしー」が口癖で語尾に「○○だシー」を付ける。
生まれた先のタキシードとドレスが時代遅れによって人間に使われなくなったことをきっかけに、2人とも人間が大嫌いになったためここたま活動をしようとせず、2人でコンビを組んでハッピースターの強奪を繰り返していた。アンティークショップSAKURAに潜入した際にここたまキャッスルに目を付け、自分たちのアジトにしようと企み、2人で変装してはリボンたちを追い出そうとする他、時にはまもり隊の邪魔をしたり、キャッスルを開けるのに必要なはるかのフシギなカギも奪おうとするが、失敗も多い上に、悪事のために使った魔法が、逆に人を喜ばせてしまうことすらある。
現在はアンティークショップSAKURAの2階の物置を拠点としている。
第53話で成り行きで参加した桜町まもり隊の活動を通じて考えを改め、はるか達を助けてここたま登録をし、正式にリボン達の仲間に加わった。
タキッシー
性別 - ♂
声 - 真田アサミ
タキシードから生まれた「タキシードのかみさま」。
王様・プリンスと自称している。
たまごパンツのマークは赤い舞踏会の仮面。瞳の色は赤と臙脂色と薄赤。尻尾は蝶ネクタイに赤いコウモリの羽が生えたような形をしている。
ドレッシー
性別 - ♀
声 - 柚木涼香
ドレスから生まれた「ドレスのかみさま」。
プリンセスと自称している。
たまごパンツのマークは青い舞踏会の仮面。瞳の色は青とネイビー色と淡い青色。尻尾はリボンに青いコウモリの羽が生えたような形をしている。

### サブキャラクター

#### ここたまタウンに住むここたま達
ゲッチョム
性別 - ♂
声 - 湊元りょう
遊園地のアーケードゲームから生まれた「ゲームのかみさま」。語尾に「～っぴ」を付ける。
本名は「ゲムゲムのハピハピゲットのみこと」。単独での魔法の言葉は「グッジョブ ゲッチョム ハッピッピー!」。たまごパンツのマークはプレゼント。瞳の色は藍色と淡い青色。
生まれた先の遊園地が閉園した後は様々な町を旅していた。旅の途中で出会ったスコープから桜町のことを聞き、桜町を訪れた。
ノリの良い性格で、桜町まもり隊の活動に疲れたはるか達をゲームで楽しませた。
パトル
性別 - ♂
声 - 浦和めぐみ
警察官のここたま。パトカーから生まれた「パトカーのかみさま」。
本名は「パトっと安全を守るパトのみこと」。単独での魔法の言葉は「まてまて! たいほだ! パトロール!」。たまごパンツのマークはメガホン。瞳の色は青と濃い空色。
語尾に「パト」と付ける。タキッシーとドレッシーを追っていたが、2人の変装を見抜けなかった。
第32話で2人を追ってここたまタウンを訪れ、ここたまタウンの警備とタキッシーとドレッシーの検挙のためここたまタウンに滞在することになった。マインのファンでもある
ティア
性別 - ♀
声 - 七瀬彩夏
グレートティアララ王国の姫のティアラから生まれた「ティアラのかみさま」。
本名は「ティアラでファビュラスプリンセスのみこと」。単独での魔法の言葉は「シャランラ ティアラ プリンセス!」。たまごパンツのマークはお城。瞳の色は青緑色と水色。ルビーと同じく「ですわ」、「ますわ」とお嬢様言葉で話す。
お嬢様で何事にも動じない落ち着いた性格。第35話で執事のセバスチャンと共にここたまタウンを訪れた後、一時は帰国の途につこうとしたがセバスチャンとはぐれてしまったため、そのままここたまタウンに滞在することになった。
マイン
性別 - ♀
声 - 相沢舞
アイドルのここたま。桜町のご当地アイドルの七瀬千春（声 - 熊田茜音）のレッスンスタジオのマイクロフォンから生まれた「マイクのかみさま」。
本名は「オン オフ おめめパッチリのみこと」。単独での魔法の言葉は「とどけ つたわれ マイマイン!」。たまごパンツのマークはハート形の音符。瞳の色は濃い青紫色とマゼンタ。
アイドルを目指して日々奮闘している。アイドルモードの切り替えで目の大きさが変わる。なお、アイドルモードがオフの時はタキッシーとドレッシー以外のほとんどのここたま達が、彼女がマイン本人であると認識出来ない
パシャリ
性別 - ♀
声 - 金田アキ
報道カメラマン（声 - 長谷徳人）のカメラから生まれた「カメラのかみさま」。
本名は「パシャパシャっと特ダネみっけのみこと」。単独での魔法の言葉は「パシャっと特ダネみーつけた!」。たまごパンツのマークはギザギザのフラッシュ。瞳の色は赤紫色。
他の人が気が付かない対象物に興味があり、常にカメラを持ち歩いている。語尾に「パシャ」を付ける。
特ダネ魔法で様々な情報を写真で提供している。マイナスパワーを追ってはるか達の元へ訪れ、そのままここたまタウンの住人となった。
ペンネ
性別 - ♂
声 - 七瀬彩夏
万年筆から生まれたここたま。
たまごパンツのマークはインク。瞳の色は青色。
マルメの旧友で、桜町が活力を失ったことにより一度桜町を離れていたが、パシャリ達が街中に配ったここたま新聞によってここたまタウンの存在を知り、ピポパ達ここたま達と共に桜町に帰還、マルメと再会した。
ピポパ
性別 - ♀
声 - 向井莉生
電話から生まれたここたま。
たまごパンツのマークはスピーカー。瞳の色はピンク。
ペンネ同様マルメの旧友で、桜町が活力を失ったことにより一度桜町を離れていたが、パシャリ達が街中に配ったここたま新聞によってここたまタウンの存在を知り、ペンネ達ここたま達と共に桜町に帰還、マルメと再会した。
セバスチャン
性別 - ♂
声 - 川田紳司
執事のここたま。
たまごパンツのマークは鈴。
ティアのお世話係兼教育係を務めていて、マナーには非常に厳しい一方、ティアと違い動揺しやすい。なお「執事」を「ヒツジ」と呼び間違えると怒る。
第35話でティアと共にグレートティアララ王国からやって来たが、その後ティアとはぐれて帰国してしまったその後ティアを帰国させるためにここたまタウンに戻ってきたが、ティアの説得を受けてそのままここたまタウンの住人となり、同時にマインのファンにもなった。

#### 一人前のここたま達
かぎせんにん
性別 - ♂
声 - 遠近孝一
ここたま界に伝わる伝説の全てを担当する一人前ここたま。パンツはふんどしとなっている。最終話で、前作に登場したたませんにんと知り合いであることが判明した。
シンフォニー
性別 - ♀
声 - 生天目仁美
ここたま界に住む一人前ここたま。ここたまキャッスルの元になったオルゴールから生まれた。
たまごパンツのマークは星。瞳の色は青と虹色。
ポワン
性別 - ♀
声 - 豊崎愛生
ここたま界に住む一人前ここたま。ここたまホテルの元になったナイトランプから生まれた。
たまごパンツのマークは星。瞳の色は青色。
ケティ
性別 - ♀
声 - 七濑彩夏
ここたま界に住む一人前ここたま。ここたまレストランの元になったティーポットから生まれた。
たまごパンツのマークは星。瞳の色は赤色。語尾に「～っちゃ」と付ける。
キララ
性別 - ♀
声 - 三上由理恵
ここたま界に住む一人前ここたま。ここたまショップの元になった宝石箱から生まれた。
たまごパンツのマークは星。瞳の色は青色。
シラベリウス
性別 - ♂
声 - 向井莉生
ここたま界に住む一人前ここたま。ここたまクリニックの元になった医学書から生まれた。
たまごパンツのマークは星。瞳の色は紫色。眼鏡を掛けている。
ジャーニー
性別 - ♂
声 - 嶋村侑
ここたま界に住む一人前ここたま。ここたまバスの元になった旅行カバンから生まれた。
たまごパンツのマークは星。瞳の色は青色。
カッチン
性別 - ♂
声 - 青山玲菜
ここたま界に住む一人前ここたま。ここたま遊園地の元になった時計から生まれた。
たまごパンツのマークは星。瞳の色は青と虹色。「カッカッカ」が口癖。

#### 前作のここたま達
いずれも最終話でかぎせんにんの要請を受けてここたまタウンを訪れ、桜町の救出に貢献した。各キャラクターの詳細はかみさまみならい ヒミツのここたま#登場キャラクターを参照。
ラキたま
性別 - ♂
声 - 潘めぐみ
色鉛筆から生まれた「いろえんぴつのかみさま」。
一人称は「ぼく」。好奇心旺盛なお調子者の男の子で、口癖は「ラッキー」。
本名は「ラキラキのたまころの助のみこと」。単独での魔法の言葉は「ラキラキラッキー ラッキッキー!」。
メロリー
性別 - ♀
声 - 豊崎愛生
ピアノから生まれた「ピアノのかみさま」。
一人称は「わたし」、語尾に「○○なの」とつける。
本名は「メロメロリン姫のみこと」。単独での魔法の言葉は「メロメロルンルン らららのら～♪」。
おシャキ
性別 - ♀
声 - かかずゆみ
全10巻からなる世界大百科事典から生まれた「ほんのかみさま」。
一人称は「私」。口調はとても丁寧でおしとやか。雨が苦手。
本名は「シャキシャキしゃべり主のみこと」。単独での魔法の言葉は「シャキシャキおシャキの しゃきりきりり」。
ゲラチョ
性別 - ♂
声 - 愛河里花子
テレビから生まれた「テレビのかみさま」。
一人称は主に「おれ」で稀に「おれ様」。語尾に「○○チョ」とつけて喋る。
本名は「ゲラゲラのツッコミのみこと」。単独での魔法の言葉は「ゲラゲラゲラッチョ ヨーチェケラ!」。
キラリス
性別 - ♀
声 - 柚木涼香
リップスティックから生まれた「リップのかみさま」。
一人称は「私」または「あたし」。女王様口調でやや冷ややか。女言葉と「ん」を合わせたという口調で話す。
本名は「キラキラのラブラブのリップスティックのみこと」。単独での魔法の言葉は「キラキラキラリス キラキッス♡」。
モグタン
性別 - ♂
声 - 村瀬迪与
フォークから生まれた「フォークのかみさま」。
一人称は「ぼく」。語尾に「○○ぐぅ」とつけて喋る。口癖は「はらぺこり〜た！」。
本名は「モグモグのペコリータのみこと」。単独での魔法の言葉は「もぐも〜 もぐた〜 もごもごぺ〜」。
サリーヌ&パリーヌ
「リンスインシャンプーのかみさま」。双子なのに全く正反対の性格である。2人揃っての魔法の言葉は「あわわん つるるん さっぱりりん!」。
サリーヌ
性別 - ♀
声 - 藤村歩
パリーヌの双子の姉。本名は「さっぱりアワアワあらいのみこと」。一人称は「わたし」。
パリーヌ
性別 - ♂
声 - 白鳥由里
サリーヌの双子の弟。本名は「さっぱりツヤツヤあらいのみこと」。一人称は「ぼく」。
ミシル
性別 - ♀
声 - 折笠富美子
「ポストのかみさま」。
本名は「ミルミルのシルシルのスクープゲットのみこと」。一人称は「あたち」。単独での魔法の言葉は「ミルミルシルシル ミシルルルー♪」。

#### 星ノ川家
星ノ川 みどり（ほしのがわ みどり）
声 - 柚木涼香
はるかの母。自分で作った料理に関するブログ「みどりブログ」を更新している。
星ノ川 宙（ほしのがわ ひろし）
声 - 川田紳司
はるかの父。
星ノ川 銀造（ほしのがわ ぎんぞう）
声 - 園部啓一
はるかの祖父。はるかから「じいじ」と呼ばれている。物語本編の5年前にはるかに桜リボンをプレゼントした。
はるかと共に「桜町まもり隊」の活動をしていたが、現在は世界中を旅している。第29話で一時帰宅し、桜町まもり隊の活動の失敗で落ち込んだはるかを励ました。

#### 桜第一小学校
日高 あおい（ひだか あおい）
声 - 向井莉生
桜第一小学校5年生で、はるかのクラスメイト。
桜町で起きた情報を「あっおーい情報」としてはるか達に教えている4人組ロックバンド『Buu♡hu』のファンである。
望月 みく（もちづき みく）
声 - 七瀬彩夏
桜第一小学校5年生で、はるかのクラスメイト。
優等生で、眼鏡をかけている。アニメに詳しい。
山本 ひろみ（やまもと ひろみ）
声 - 不明
桜第一小学校の教師で、はるかの担任。バレーボール部の監督でもある。

#### その他
影浦 信子（かげうら のぶこ）
声 - 根谷美智子
アンティークショップSAKURAの常連客である占い師。アンティークショップSAKURAに何か怪しい点があると勘付いていて、オルゴール（ここたまキャッスル）を欲しがっている。ペットに霊感インコのエレーヌ（声 - 村瀬迪与）がいる。
全員が占い師の11人兄弟姉妹の一人。第34話では兄のヒロ・ミッチー（声 - 内田夕夜）が彼女と占い対決をしており、彼女の台詞で姉のせつこの存在も判明している。
四葉 こころ（よつば こころ）
声 - 本渡楓
前作の主人公。最終回で桜町を訪れはるかと対面した。

## 用語

### ここたま関連
ここたま#ここたま関連用語を参照。

### ここたまタウン関連
ここたまタウン
ここたまの街。第28話で全ての施設が出揃い、第29話で完成した。ニッキー曰く、人間界と遮断されたここたま界に代わる役割を担う「小さなここたま界」としての役割を果たす。
ここたまキャッスル
ここたま達が居住する小型の城で、ここたまタウンの中核となっている。元はアンティークショップSAKURAにあった城型のオルゴールであった。第9話Bパートで前庭が新たに設けられた。
ここたまホテル
ここたまキャッスルの隣に置かれているホテル。元はアンティークショップSAKURAにあったナイトランプであった。
右側に月の部屋、左側に星の部屋、中央に虹のスイートルーム、屋上にプールがある。簡易型のカプセルホテルも存在する。
ここたまレストラン
ここたまが利用するレストラン。元は喫茶店のマスターから貰ったティーポットであった。
作った料理を他の場所へ転送するデリバリー機能も搭載されている。
ここたまショップ
ここたま達が利用する雑貨店。元々は銀造が外国からはるかに送ってきた宝石箱であった。
購入する商品は付属のルーレットによって決められる。「スペシャル」を指すともう一度ルーレットが回せる。
ここたまクリニック
ここたま達が利用する病院。元々は古本屋にあった医学書であった。
ドクドクターとナーチュが診察を行う。
ここたまバス
ここたま達（主にらんにん）が運転するバス。元々はアンティークショップSAKURAに引き取られた旅行カバンであった。
ここたま契約者以外の人間には、ただの旅行カバンにしか見えない。
ここたまゆうえんち
ここたま達が楽しむための遊園地。元々は野口たくま（声 - 鵜澤正太郎）の祖父の形見である組み立て式の時計であった。
観覧車に滑り台（ジェットコースター）、コーヒーカップ、おしりパンチングマシンが備わっている。第31話より、願いが叶う桜の中を経由して手紙を書いた人のもとへワープする機能が追加された。
魔法のたまご
第31話でここたまタウンに登場したアイテム。音声機能（声 - 向井莉生）が付いており、ここたまタウンの住人を登録する機能やここたまの魔法を溜めて合体魔法として放出する機能、合体魔法に使う適切なここたまを検索する機能、ニッキーからの通信を受信する機能が付いている。タイムマシンの機能も持っていて、第41話ではニッキーが未来からリボンたちの元に向かうのに使われた。
第47話でニッキーによって改造され、それまで6人が限界だった合体魔法が、何人でも合体出来るようになった。但し魔法を溜める際に、ここたまが交代する間隔を3秒以内にしたり、魔法の言葉も3倍大きな声を出したりする必要がある。さらに51人以上のここたまの魔法を溜める際は交代する間隔の制限時間は無くなるもののたまごから提示された指令をクリアしないと溜めることが出来ない。70人目までは10人ごとにルールが変わっていたが、71人目以降は1人ごとにルールが変わるようになる。

### その他用語
桜町（さくらちょう）
本作の舞台となる町。願いが叶う桜を中心に栄えたが、物語本編の5年前に桜が咲かなくなってからは寂れてしまっている。しかし、実際には「町に異常が起こったから桜が咲かなくなった」のが真相であることが後に判明している。ニッキーによると町の異変の原因は「物を大切にしない人間の悪い心」によるマイナスパワーが、何らかの原因で桜町に流れ込んだからであり、このままの状態が続けば600年後には町はゴミで溢れ荒廃してしまうという。その後、マイナスパワーが流れ込んだ原因は、ここたま界と人間界の間に不規則に開く様々な穴のうち、「マイナスパワーの穴」が、たまたま桜町に開いてしまったためであることが、かぎせんにんの口から説明されている。
桜町まもり隊
幼いころからはるかが桜町を救うために銀造と結成していたチーム名。しかし、元隊長の銀造が旅に出たため、現在は彼女のここたま達との活動をしている。
当初はリボン・ピロー・ちゃこの3人との活動が多いが、時にはルビー・マルメ・パントニオ・おジョウの4人（もしくはそのいずれか）も時々参加することもある。そして後にらんにんとアメリが加わり、さらにはニッキーも現代の桜町を救いたいという理由で加入した。
アンティークショップSAKURA（アンティークショップさくら、ANTIQUE SAKURA）
銀造が店主を努めるアンティークショップ。願いが叶う桜の傍にある。銀造が旅に出たため、現在ははるかが店番をしている。
願いが叶う桜
桜町の中心にある桜の木。その木にある穴に願い事を書いた手紙を入れると、願いが叶うと言われている。物語本編の5年前から桜が咲かなくなっている。はるか達はこの桜の木の穴から出てくる手紙を受け取って活動している。かすかに意思があるらしく、はるか達にここたまタウンを作るよう伝えている。その「声」は、リボンだけが聞くことができる。ここたまタウンが完成したため、第30話で「ありがとう、桜町を頼みましたよ」という言葉を残し、深い眠りについた。さらに第31話では、このまま眠り続ければ半年後に枯死してしまうことが判明した。後に桜が咲かなくなった理由は、人間界とここたま界をつなぐツールでもある桜が、「花を咲かせる力」を犠牲にしてマイナスパワーと戦っていたからで、思いもよらず強力なマイナスパワーによって、力尽きて眠りについてしまったことがニッキーにより説明されている。最終話でここたまタウンのここたま達と前作のここたま達、ここたま界のここたま達の力によって復活を果たした。
マイナスパワーの木
願いが叶う桜が眠った原因であるマイナスパワーを発する木。桜町の願いが叶う桜に対抗するため藤色の桜の木の姿をしている。周囲はマイナスパワーのお化けに囲まれており、本体の木も50人のここたま達の合体魔法が全く効かないほど強大な力を持つ。最終話で100人のここたま達の力と桜の木の力によって消滅した。なお、マイナスパワー自体は完全に消滅したわけではなく、最終話のラストでつるかめ町にマイナスパワーが集まっていたことが判明する。
マイナスパワーのかけら
マイナスパワーの木から発生するかけらで、藤色の桜の花びらの形をしていることから「マイナスパワーの花びら」と呼ばれることもある。近くにあるだけでも良くないことが起き、人や物に直接取り付くと合体魔法でしか消すことが出来なくなる。多くのかけらが集まってマイナスパワーの塊として押し寄せる場合もある

## テレビアニメ

### スタッフ
- 原案 - BANDAI
- 連載 - 講談社「たのしい幼稚園」「おともだち」「おともだちピンク」「たの幼ひめぐみ」
- 企画 - 廣部琢之（テレビ東京）、金木勲、麻生一宏→柴田邦彦、奥野敏聡、井上俊次
- シリーズ構成 - 土屋理敬
- 設定監修 - 日野千尋
- キャラクターデザイン原案 - 藤原ゆか
- キャラクターデザイン - 大河しのぶ、東海林康和
- 美術監督 - 加藤賢司
- 色彩設計 - 大関たつ枝
- 撮影監督 - 天田雅
- CGプロデューサー - 近藤潤
- 編集 - 後田良樹
- 音響プロデューサー - 西名武
- 音響監督 - 飯塚康一
- 音楽 - 伊藤賢、黒田賢一
- 音楽プロデューサー - 吉江輝成
- 音楽制作 - ランティス
- 音楽協力 - テレビ東京ミュージック
- プランニングマネージャー - 山田唯莉子→徳永睦（テレビ東京）、水谷彩
- プロデューサー - 高林庸介（テレビ東京）、平松ゆい、高橋知子、古市直彦
- アニメーションプロデューサー - 吉岡大輔
- アニメーション制作 - OLM Team YOSHIOKA
- 監督 - 新田典生
- 製作 - テレビ東京、ここたま製作委員会

### 主題歌

#### オープニングテーマ
「ヒミツのカギ、ここたま！」（第1話 - 第55話）
作詞 - 真崎エリカ / 作曲・編曲 - Dr.Lilcom　/ 歌 - 星ノ川はるか（高橋未奈美）、リボン（水瀬いのり）、ピロー（伊瀬茉莉也）、ちゃこ（岩井映美里）
第30話から一部の映像が変更された。
第55話（最終話）ではエンディングでも使用された。

#### エンディングテーマ
「ここたまさがそっ!み〜つっけた♪」（第1話 - 第29話）
作詞 - 松井洋平 / 作曲・編曲 - 大竹智之 / 歌 - 正木郁（ランティス）
「ここたまタウンでにっこにこ★」（第30話 - 第54話）
作詞 - 真崎エリカ / 作曲・編曲 - no_my / 歌 - ERIKA、正木郁（ランティス）
ポニーキャニオンが運営するウェブサイト「rankingbox」上のインタビューで、ERIKAはアニメ本編の後のエンディングテーマでも作中の雰囲気の余韻を感じさせるように「ここたまタウンでにっこにこ★」の詞を書き上げたと話している。同じく本楽曲を担当した正木の方は、作中に登場するここたまのパントニオを意識して低いキーで収録を行い、そこへERIKAによる高い音階の歌声が重ねられた構成だと話している。

### 各話リスト
| 放送日 （TXN） | 話数    | サブタイトル                         | 脚本     | 絵コンテ                  | 演出             | 作画監督                                         | 総作画監督            |
| -------------- | ------- | ------------------------------------ | -------- | ------------------------- | ---------------- | ------------------------------------------------ | --------------------- |
| 2018年 9月6日  | 1       | 運命の出会い ひらけ！幸せの扉        | 土屋理敬 | 新田典生 秋山朋子         | 大庭秀昭         | 佐藤陵 河野仁美 大野美葉                         | 東海林康和            |
| 9月13日        | 2       | ぐ〜すか ピロー誕生だよぉ            | 土屋理敬 | 山井紗也香                | 沼山茉由         | 小野ひろみ                                       | 大野美葉              |
| 9月20日        | 3       | にゃんと！ちゃこ生まれたです！       | 末永光代 | 西田健一                  | 西田健一         | 山縣亜紀 土信田和幸                              | 東海林康和            |
| 9月27日        | 4       | アンティークショップは大忙し?        | 竹内利光 | 前屋俊広 清島ゆう子       | 前屋俊広         | 川口弘明 安斎佳恵 邱明哲 徳川恵梨 Lee Deok Ho    | 大野美葉              |
| 9月27日        | 4       | お母さんをすくえ！                   | 竹内利光 | 前屋俊広 清島ゆう子       | 前屋俊広         | 川口弘明 安斎佳恵 邱明哲 徳川恵梨 Lee Deok Ho    | 大野美葉              |
| 10月4日        | 5       | ピカッと登場！ルビーですわ           | 笹野恵   | 西田健一                  | 山井紗也香       | 佐藤陵 平良哲朗                                  | 東海林康和            |
| 10月11日       | 6       | ほほ〜っ、マルメが来たのである！     | 土屋理敬 | かしやまとしゆき 永島昭子 | かしやまとしゆき | 永島昭子                                         | 大野美葉              |
| 10月18日       | 7       | ここたまキャッスルで大さわぎ         | 山口宏   | 西田健一                  | 西田健一         | 桑原麻衣 志村隆行                                | 東海林康和            |
| 10月25日       | 8       | はじめまして おジョウ登場だジョ      | 赤尾でこ | 大庭秀昭                  | 大庭秀昭         | 平良哲朗 河野仁美                                | 大野美葉              |
| 11月1日        | 9       | おジョウが山からやってきた！         | 末永光代 | 石踊宏                    | 沼山茉由         | 小野ひろみ                                       | 東海林康和            |
| 11月1日        | 9       | スマイルゲット大作戦                 | 末永光代 | 石踊宏                    | 沼山茉由         | 小野ひろみ                                       | 東海林康和            |
| 11月8日        | 10      | パーンとポーンとパントニオ           | 竹内利光 | 西田健一                  | 西田健一         | 山縣亜紀 土信田和幸                              | 大野美葉              |
| 11月15日       | 11      | ナナメはどーこだ！                   | 笹野恵   | 石井久志                  | 前屋俊広         | 川口弘明 佐藤陵 邱明哲                           | 東海林康和            |
| 11月15日       | 11      | さよならは言わないで                 | 笹野恵   | 石井久志                  | 前屋俊広         | 川口弘明 佐藤陵 邱明哲                           | 東海林康和            |
| 11月22日       | 12      | ここたまレストランでごうかいシェフ！ | 山口宏   | 海野なまこ                | 山井紗也香       | 桑原麻衣 平良哲朗                                | 大野美葉              |
| 11月29日       | 13      | ちゃこ、ウェイトレスになる           | 赤尾でこ | かしやまとしゆき 永島昭子 | かしやまとしゆき | 永島昭子                                         | 東海林康和            |
| 11月29日       | 13      | 星の旅人スコープ                     | 赤尾でこ | かしやまとしゆき 永島昭子 | かしやまとしゆき | 永島昭子                                         | 東海林康和            |
| 12月6日        | 14      | ここたまキャンプだホイ♪              | 末永光代 | 西田健一                  | 西田健一         | 志村隆行 河野仁美                                | 大野美葉              |
| 12月6日        | 14      | えがおを届けるコンパクト             | 末永光代 | 西田健一                  | 西田健一         | 志村隆行 河野仁美                                | 大野美葉              |
| 12月13日       | 15      | タキッシードレッシーうっしっし〜     | 土屋理敬 | 大庭秀昭                  | 大庭秀昭         | 平良哲朗 佐藤陵                                  | 東海林康和            |
| 12月20日       | 16      | クリスマス大パニック!?               | 笹野恵   | 増田敏彦                  | 沼山茉由         | 小野ひろみ                                       | 大野美葉              |
| 12月27日       | 17      | リボン、はたらきます！               | 竹内利光 | 西田健一                  | 西田健一         | 山縣亜紀 土信田和幸                              | 東海林康和            |
| 12月27日       | 17      | さよならリボン                       | 竹内利光 | 西田健一                  | 西田健一         | 山縣亜紀 土信田和幸                              | 東海林康和            |
| 2019年 1月10日 | 18      | 赤ちゃんここたま ツーミーキー！      | 山口宏   | 石井久志                  | 東田夏実         | 川口弘明 桑原麻衣 秋元勇一                       | 大野美葉              |
| 1月17日        | 19      | ここたまショップ、オープン！         | 末永光代 | 秋山朋子                  | 山井紗也香       | 平良哲朗 佐藤陵                                  | 東海林康和            |
| 1月24日        | 20      | ステキなお医者がやってきた！         | 赤尾でこ | かしやまとしゆき 永島昭子 | かしやまとしゆき | 永島昭子                                         | 大野美葉              |
| 1月24日        | 20      | さがし物ならここったま！             | 赤尾でこ | かしやまとしゆき 永島昭子 | かしやまとしゆき | 永島昭子                                         | 大野美葉              |
| 1月31日        | 21      | ここたまクリニックだイェー！         | 笹野恵   | 西田健一                  | 西田健一         | 志村隆行 河野仁美 奥田聖美                       | 東海林康和            |
| 2月7日         | 22      | お薬なんて大キライ！                 | 山口宏   | 大庭秀昭                  | 大庭秀昭         | 平良哲朗 桑原麻衣                                | 大野美葉              |
| 2月7日         | 22      | スイーツめしあがれ                   | 山口宏   | 大庭秀昭                  | 大庭秀昭         | 平良哲朗 桑原麻衣                                | 大野美葉              |
| 2月14日        | 23      | ドドンと参上！らんにんでござる       | 土屋理敬 | 寺田和男                  | 沼山茉由         | 小野ひろみ                                       | 東海林康和            |
| 2月21日        | 24      | ツーが消えた!?                       | 末永光代 | 西田健一                  | 西田健一         | 土信田和幸 佐藤陵                                | 大野美葉              |
| 2月21日        | 24      | がんばれ はるかお姉ちゃん            | 末永光代 | 西田健一                  | 西田健一         | 土信田和幸 佐藤陵                                | 大野美葉              |
| 2月28日        | 25      | ナーチュ ママになる!?                | 竹内利光 | 石井久志                  | 東田夏実         | 川口弘明 大河しのぶ 奥田聖美                     | 東海林康和            |
| 2月28日        | 25      | はしれ！ここたまバス                 | 竹内利光 | 石井久志                  | 東田夏実         | 川口弘明 大河しのぶ 奥田聖美                     | 東海林康和            |
| 3月7日         | 26      | あめあめふれふれ、アメリだよ！       | 赤尾でこ | 秋山朋子                  | 山井紗也香       | 河野仁美 平良哲朗                                | 大野美葉              |
| 3月14日        | 27      | リボンとアメリ、はたらきます！       | 山口宏   | かしやまとしゆき 永島昭子 | かしやまとしゆき | 永島昭子                                         | 東海林康和            |
| 3月14日        | 27      | 伝説のここたまタウン                 | 山口宏   | かしやまとしゆき 永島昭子 | かしやまとしゆき | 永島昭子                                         | 東海林康和            |
| 3月21日        | 28      | ハッピーここたま ゲッチョムだっぴ    | 土屋理敬 | 西田健一                  | 西田健一         | 桑原麻衣 志村隆行                                | 大野美葉              |
| 3月28日        | 29      | がんばれ ここたまタウン完成！        | 笹野恵   | 大庭秀昭                  | 大庭秀昭         | 平良哲朗 佐藤陵                                  | 東海林康和            |
| 4月4日         | 30      | 笑顔いっぱい ここたま活動            | 末永光代 | 寺田和男                  | 沼山茉由         | 小野ひろみ                                       | 大野美葉              |
| 4月11日        | 31      | 謎のたまごがやって来た！             | 土屋理敬 | 西田健一                  | 西田健一         | 河野仁美 土信田和幸                              | 東海林康和            |
| 4月17日        | 32      | びっくり！たまごのヒミツ             | 竹内利光 | 石井久志                  | 東田夏実         | 川口弘明 安斉佳恵 佐藤陵                         | 大野美葉              |
| 4月17日        | 32      | まてまてたいほだ！パトルパト！       | 竹内利光 | 石井久志                  | 東田夏実         | 川口弘明 安斉佳恵 佐藤陵                         | 大野美葉              |
| 4月25日        | 33      | アメリとここたま遊園地               | 赤尾でこ | 秋山朋子                  | 山井紗也香       | 平良哲朗 河野仁美 上野歩美                       | 東海林康和            |
| 5月2日         | 34      | ここたまキャッスルを守れ！           | 山口宏   | かしやまとしゆき 永島昭子 | かしやまとしゆき | 永島昭子                                         | 大野美葉              |
| 5月9日         | 35      | ティアラのかみさま ティアですわ      | 笹野恵   | 西田健一                  | 西田健一         | 佐藤陵 志村隆行                                  | 東海林康和            |
| 5月9日         | 35      | ホタルをさがして                     | 笹野恵   | 西田健一                  | 西田健一         | 佐藤陵 志村隆行                                  | 東海林康和            |
| 5月16日        | 36      | ここたまタウンのひみつ               | 土屋理敬 | 大庭秀昭                  | 大庭秀昭         | 土信田和幸 河野仁美 平良哲朗                     | 大野美葉              |
| 5月23日        | 37      | ぐーすかぴーすか、ねむりたい         | 末永光代 | 寺田和男                  | 沼山茉由         | 小野ひろみ                                       | 東海林康和            |
| 5月23日        | 37      | お姫様になりたくない!?               | 末永光代 | 寺田和男                  | 沼山茉由         | 小野ひろみ                                       | 東海林康和            |
| 5月30日        | 38      | ここたま警察24時                     | 竹内利光 | 西田健一                  | 西田健一         | 桑原麻衣 山縣亜紀                                | 大野美葉              |
| 5月30日        | 38      | ちゃことガミガミおじいさん           | 竹内利光 | 西田健一                  | 西田健一         | 桑原麻衣 山縣亜紀                                | 大野美葉              |
| 6月6日         | 39      | ころったまで、大パニック             | 山口宏   | 秋山朋子                  | 山井紗也香       | 平良哲朗 佐藤陵 奥田聖美                         | 東海林康和            |
| 6月6日         | 39      | 輝け！アイドルここたま マイン        | 山口宏   | 秋山朋子                  | 山井紗也香       | 平良哲朗 佐藤陵 奥田聖美                         | 東海林康和            |
| 6月13日        | 40      | アイドルモード オン！                | 赤尾でこ | 秋山朋子                  | 増田敏彦         | 増田敏彦 柿椿滲美 桑原麻衣 山縣亜紀 土信田和幸   | 大野美葉 大河しのぶ   |
| 6月13日        | 40      | めざせ！宇宙!!                       | 赤尾でこ | 秋山朋子                  | 増田敏彦         | 増田敏彦 柿椿滲美 桑原麻衣 山縣亜紀 土信田和幸   | 大野美葉 大河しのぶ   |
| 6月20日        | 41      | ニッキーが来た！                     | 土屋理敬 | かしやまとしゆき 永島昭子 | かしやまとしゆき | 永島昭子                                         | 東海林康和            |
| 6月27日        | 42      | ニッキーの忍者修行                   | 笹野恵   | 西田健一                  | 西田健一         | 河野仁美 志村隆行                                | 大野美葉              |
| 6月27日        | 42      | 力をあわせて！お料理教室             | 笹野恵   | 西田健一                  | 西田健一         | 河野仁美 志村隆行                                | 大野美葉              |
| 7月4日         | 43      | はるかの誕生日まもり隊！             | 末永光代 | 大庭秀昭                  | 大庭秀昭         | 平良哲朗 佐藤陵                                  | 東海林康和            |
| 7月11日        | 44      | 特ダネいただき パシャリパシャ！      | 竹内利光 | 寺田和男                  | 沼山茉由         | 小野ひろみ                                       | 大野美葉              |
| 7月18日        | 45      | おしりチャンピオン！決定戦           | 山口宏   | 西田健一                  | 西田健一         | 土信田和幸 山縣亜紀                              | 東海林康和            |
| 7月18日        | 45      | ここたま新聞をつくろう！             | 山口宏   | 西田健一                  | 西田健一         | 土信田和幸 山縣亜紀                              | 東海林康和            |
| 7月25日        | 46      | 帰ってきたセバスチャン               | 赤尾でこ | 室谷靖                    | 湖山禎崇         | 大野美葉 大河しのぶ 山縣亜紀 土信田和幸 秋元勇一 | 大野美葉 大河しのぶ   |
| 7月25日        | 46      | 大ピンチ！はるかを救え！             | 赤尾でこ | 室谷靖                    | 湖山禎崇         | 大野美葉 大河しのぶ 山縣亜紀 土信田和幸 秋元勇一 | 大野美葉 大河しのぶ   |
| 8月1日         | 47      | とっくん！合体魔法                   | 笹野恵   | 西田健一                  | 西田健一         | 佐藤陵 平良哲朗                                  | 東海林康和            |
| 8月1日         | 47      | 対決！マイナスパワーの木             | 笹野恵   | 西田健一                  | 西田健一         | 佐藤陵 平良哲朗                                  | 東海林康和            |
| 8月8日         | 48      | うばわれた ここたまキャッスル        | 末永光代 | 永島昭子                  | かしやまとしゆき | 永島昭子                                         | 大野美葉              |
| 8月8日         | 48      | どこにあるの？ここたま界             | 末永光代 | 永島昭子                  | かしやまとしゆき | 永島昭子                                         | 大野美葉              |
| 8月15日        | 49      | やってきました！ここたま界           | 土屋理敬 | 西田健一                  | 西田健一         | 河野仁美 志村隆行                                | 東海林康和            |
| 8月22日        | 50      | 一人前ここたまVS桜町まもり隊         | 山口宏   | 大庭秀昭                  | 大庭秀昭         | 桑原麻衣 土信田和幸 平良哲朗                     | 大野美葉              |
| 8月29日        | 51      | ツーミーキー、魔法のたびへ           | 竹内利光 | 寺田和男 大原実           | 沼山茉由         | 東海林康和 永島昭子 奥田聖美 大河しのぶ 河野仁美 | 東海林康和 大河しのぶ |
| 8月29日        | 51      | ここたまタウンが大混乱!?             | 竹内利光 | 寺田和男 大原実           | 沼山茉由         | 東海林康和 永島昭子 奥田聖美 大河しのぶ 河野仁美 | 東海林康和 大河しのぶ |
| 9月5日         | 52      | みんなで桜おたすけ隊                 | 笹野恵   | 西田健一                  | 西田健一         | 山縣亜紀 佐藤陵                                  | 大野美葉              |
| 9月12日        | 53      | ここたま100人達成？                  | 末永光代 | 室谷靖                    | 西田健一         | 土信田和幸 桑原麻衣 平良哲朗                     | 東海林康和            |
| 9月19日        | 54      | すすめ！桜町まもり隊!!               | 赤尾でこ | 永島昭子                  | かしやまとしゆき | 永島昭子                                         | 大野美葉              |
| 9月26日        | 55 (終) | 救え桜町 ひらけ！幸せの扉            | 土屋理敬 | 秋山朋子                  | 山井紗也香       | 佐藤陵 志村隆行 河野仁美                         | 東海林康和 大河しのぶ |

### ミニコーナー
「ここたまみーつけた」があり、オープニングにおいて鍵穴から6人のここたまの中からいずれか1人が登場する。前番組同様に連動データ放送に対応しており、その回の放送中に誰がオープニングに登場したか、カウントダウンが終了するまでに選択する。エンディング後に誰が登場したのか、正解が発表される。
第10話以降、不定期でパントニオが簡単な料理（？）の紹介をする「オー!ごうかいシェフのコーナー」がスタートしたが、こちらは短期間で終了した。

### 放送局

#### 日本国内
| 放送期間                                                                                  | 放送時間                          | 放送局         | 対象地域       | 備考     |
| ----------------------------------------------------------------------------------------- | --------------------------------- | -------------- | -------------- | -------- |
| 2018年9月6日 - 2019年9月26日                                                              | 木曜 17:55 - 18:25                | テレビ東京     | 関東広域圏     | 製作局   |
|                                                                                           |                                   | テレビ北海道   | 北海道         |          |
|                                                                                           |                                   | テレビ愛知     | 愛知県         |          |
|                                                                                           |                                   | テレビ大阪     | 大阪府         |          |
|                                                                                           |                                   | テレビせとうち | 岡山県・香川県 |          |
|                                                                                           |                                   | TVQ九州放送    | 福岡県         |          |
| 2018年9月8日 - 2019年6月29日 2019年7月6日 - 2019年9月28日                                 | 土曜 4:50 - 5:20 土曜 5:00 - 5:30 | 中国放送       | 広島県         |          |
| 2018年9月8日 - 2019年9月28日                                                              | 土曜 5:30 - 6:00                  | 仙台放送       | 宮城県         |          |
|                                                                                           |                                   | テレビ静岡     | 静岡県         |          |
| 2018年9月9日 - 2019年9月29日                                                              | 日曜 5:20 - 5:50                  | 長野朝日放送   | 長野県         | [ 注 4 ] |
| 2018年9月10日 - 2019年9月30日                                                             | 月曜 17:29 - 17:58                | BSテレ東       | 日本全域       |          |
| 2018年9月22日 - 2019年10月19日                                                            | 土曜 5:00 - 5:30                  | 福島テレビ     | 福島県         |          |
| 字幕放送及びデータ放送はテレビ東京系列6局のみ実施。BSテレ東では第12話より字幕放送を実施。 |                                   |                |                |          |

#### 香港
「見習神仙精靈4」のタイトルで放送。放送時間は香港時間のみ表記。
| 放送局 | 放送期間                      | 放送日時                     |
| ------ | ----------------------------- | ---------------------------- |
| ViuTV  | 2020年5月14日 - 2020年7月29日 | 月曜日～金曜日 16:00 - 16:30 |

#### ネット配信
- ビデオマーケット
- Rakuten TV
- あにてれ
- Paravi
- HAPPY!動画
- GYAO!
- U-NEXT
- DMM.com
- アニメ放題
- dアニメストア
- ニコニコ動画
- YouTube（バンダイ公式チャンネルにて配信。最新話のみ無料[9]）

### DVD・CD

#### DVD
| 巻 | 収録話数    | レンタル開始日 | DVD-BOX                  | 出典       |
| -- | ----------- | -------------- | ------------------------ | ---------- |
| 1  | 第1 - 4話   | 2019年1月9日   | Vol.1 2019年5月29日発売  | [ DVD 2 ]  |
| 2  | 第5 - 8話   | 2019年2月6日   | Vol.1 2019年5月29日発売  | [ DVD 3 ]  |
| 3  | 第9 - 12話  | 2019年3月6日   | Vol.1 2019年5月29日発売  | [ DVD 4 ]  |
| 4  | 第13 - 16話 | 2019年4月3日   | Vol.1 2019年5月29日発売  | [ DVD 5 ]  |
| 5  | 第17 - 20話 | 2019年5月8日   | Vol.2 2019年8月23日発売  | [ DVD 7 ]  |
| 6  | 第21 - 24話 | 2019年5月8日   | Vol.2 2019年8月23日発売  | [ DVD 8 ]  |
| 7  | 第25 - 28話 | 2019年6月5日   | Vol.2 2019年8月23日発売  | [ DVD 9 ]  |
| 8  | 第29 - 32話 | 2019年7月3日   | Vol.2 2019年8月23日発売  | [ DVD 10 ] |
| 9  | 第33 - 36話 | 2019年8月2日   | Vol.3 2019年11月27日発売 | [ DVD 12 ] |
| 10 | 第37 - 40話 | 2019年9月4日   | Vol.3 2019年11月27日発売 | [ DVD 13 ] |
| 11 | 第41 - 44話 | 2019年10月2日  | Vol.3 2019年11月27日発売 | [ DVD 14 ] |
| 12 | 第45 - 48話 | 2019年11月6日  | Vol.4 2020年2月26日発売  | [ DVD 16 ] |
| 13 | 第49 - 51話 | 2019年12月4日  | Vol.4 2020年2月26日発売  | [ DVD 17 ] |
| 14 | 第52 - 55話 | 2019年12月4日  | Vol.4 2020年2月26日発売  | [ DVD 18 ] |

DVDに関する出典

#### CD
『ヒミツのカギ、ここたま！』、『ここたまさがそっ!み〜つっけた♪』
2018年9月19日発売。
『ここたまタウンでにっこにこ★』
2019年4月24日発売。TV版未収録の『じゃんけんぽいぽいここったま！』を同時収録。
『キラキラハッピー★ ひらけ!ここたま』オリジナルサウンドトラック
2019年9月25日発売。本編BGM、主題歌のTVサイズ、挿入歌を収録。
| テレビ東京系列 木曜17:55 - 18:25枠                                  | テレビ東京系列 木曜17:55 - 18:25枠                                 | テレビ東京系列 木曜17:55 - 18:25枠                                                             |
| 前番組                                                              | 番組名                                                             | 次番組                                                                                         |
| ------------------------------------------------------------------- | ------------------------------------------------------------------ | ---------------------------------------------------------------------------------------------- |
| かみさまみならい ヒミツのここたま （2015年10月1日 - 2018年8月30日） | キラキラハッピー★ ひらけ!ここたま （2018年9月6日 - 2019年9月26日） | エッグカー&GO!GO!アトム 【この番組のみ『プリスクタイム』枠】 （2019年10月3日 - 2020年10月1日） |